# Air Ivoire
L'Air Ivoire era la compagnia aerea di bandiera della Costa d'Avorio.

Il nome sociale completo è Société Nouvelle Air Ivoire da quando nel 2001 ha ripreso le attività dopo il fallimento dell'Air Afrique; la sede era a Place de la république ad Abidjan.

## Storia
La prima Air Ivoire è fondata il 14 dicembre 1960, a seguito di un accordo tra il governo ivoriano e quello francese ed inizia le sue operazioni nell'agosto 1964. Tra gli azionisti vi sono: Sodetraf, UTA e Air Afrique, fino al gennaio 1976 quando lo Stato ivoriano ne rileva le quote.
Inizialmente conosciuta come Air Ivoire, la compagnia ha dovuto sospendere le sue operazioni nel 1999 a seguito di difficoltà finanziarie. Dopo essere stata acquistata dalla società mauriziana All Africa (detenuta all'epoca da Air France 51% e da AIG 49%), la compagnia cambia il nome in Société Nouvelle Air Ivoire (SN Air Ivoire) e riprende le attività di volo nel 2001.
Secondo il sito internet della società, ad agosto 2008, lo Stato ivoriano deteneva il 49,5% e la società CFI Aérien, filiale del groupe Atlantique era l'azionista di maggioranza con il 50,5%.
La società è fallita nel 2011; nel 2012 è stata creata l'Air Côte d'Ivoire.

## Flotta
Al 2009, la Air Ivoire possiede una flotta di 5 velivoli così suddivisi:

## Destinazioni
Al 2009, la Air Ivoire operava su 13 diverse rotte commerciali.